# Doris von Schönthan

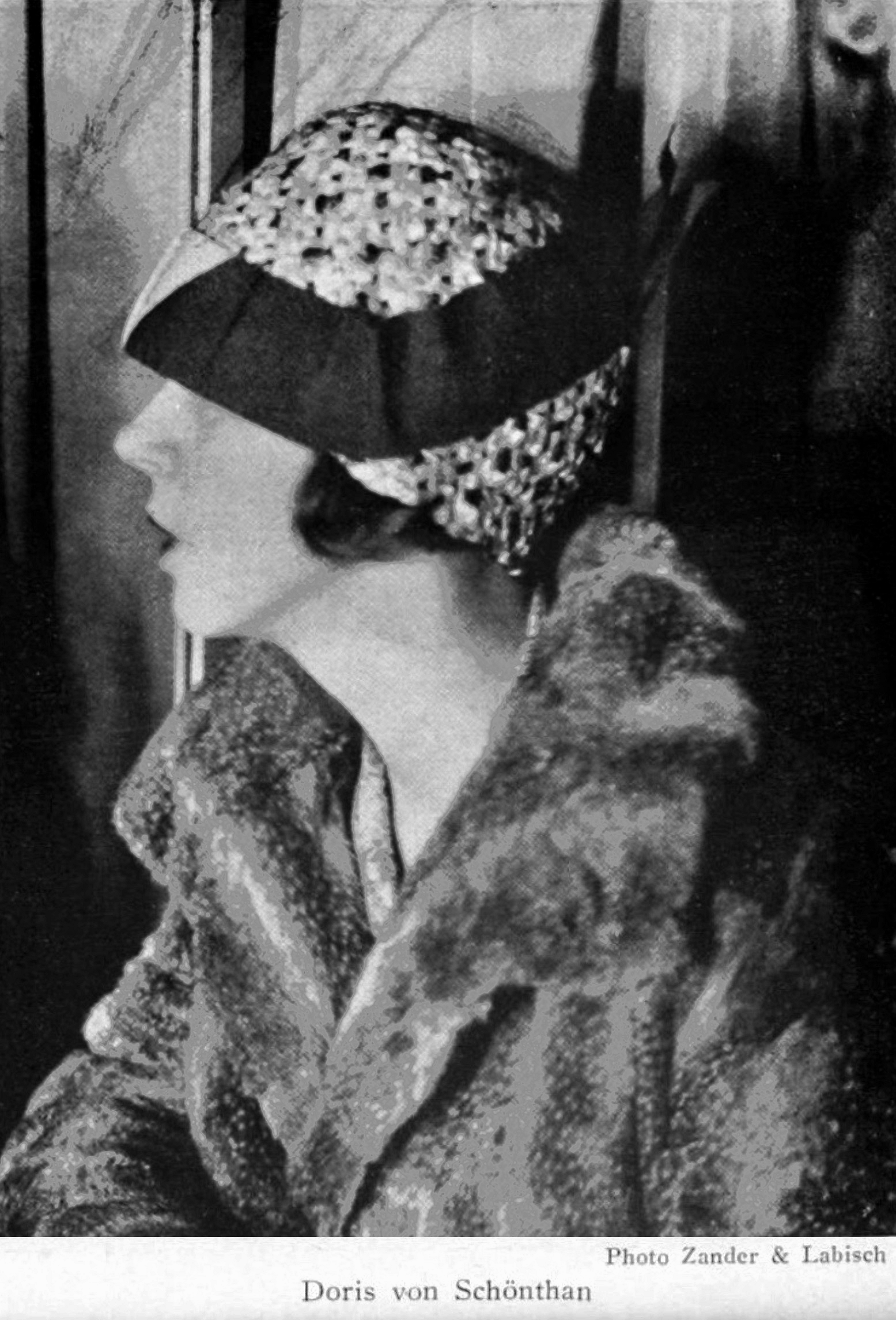
Doris von Schönthan im Jahr 1927 (Pressefoto)

Doris von Schönthan (* 1905 in Worms; † 1961 in Paris), geboren als Maria-Dorothea Ehemann (auch Doris Ehemann; Doris von Salomon; Doris de Salomon; Maria-Dorothea von Salomon; Maria-Dorothea von Schönthan; Maria-Dorothea von Salomon-Schönthan; Doris von Salomon-Schönthan), genannt „Dorinde“, war ein deutsches Model, eine Werbetexterin, Journalistin und Fotografin. Sie wird als eine schillernde Figur der Weimarer Republik bzw. der Bohème der Goldenen Zwanziger Jahre charakterisiert.

## Familie und Freundeskreis
Als frühe Waise wurde sie von dem Berliner Lustspielautor Franz von Schönthan Edler von Pernwaldt adoptiert, der zusammen mit seinem Bruder Paul durch die Komödie Der Raub der Sabinerinnen bekannt wurde und hinter den Kulissen beispielsweise an Operetten nach der Musik von Eduard Künneke mitwirkte. Beruflich war sie teils angestellt, teils freischaffend tätig, so für einen Berliner „Reklamedienst amerikanischen Stiles“ (Werbeagentur), für Berliner Tageszeitungen, Magazine und Illustrierte. Von Paul Citroen wurde sie zeichnerisch porträtiert, 1927 aber auch von der zeitgenössischen Kulturzeitschrift Der Querschnitt.

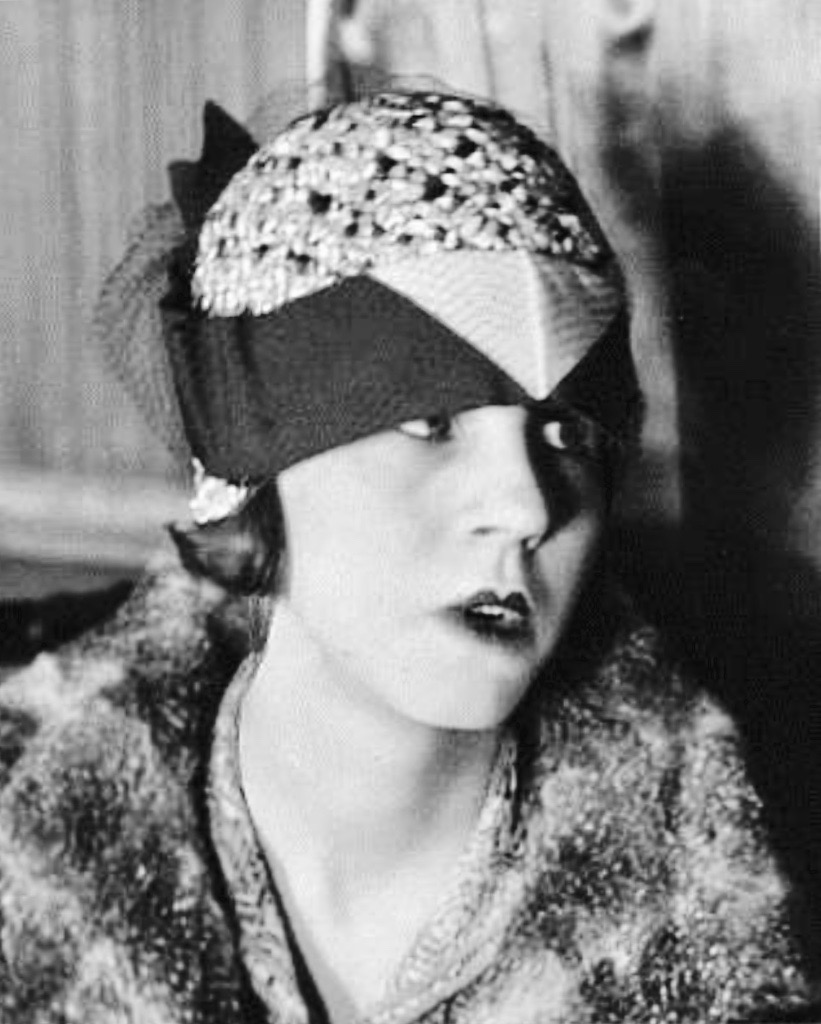
Doris von Schönthan, 1927 für die Kulturzeitschrift Der Querschnitt durch Zander & Labisch porträtiert

Sie gehörte zum Freundeskreis um die eng miteinander verbundenen Geschwister Erika und Klaus Mann, in den sie Grete Dispeker (später verheiratete Weil), ihre Freundin aus gemeinsamen Kindertagen am Tegernsee, die Brüder Edgar (1908–1941) und Hans Joseph Weil (1906–1969) sowie deren Freund Walter Jockisch (1907–1970) integrierte. Von Grete Dispeker wurde sie bewundernd als Cherubin bezeichnet.
Der Schriftsteller Franz Hessel verliebte sich in sie und widmete ihr öffentlichkeitswirksam seine Doris-Texte (u. a. Leichtes Berliner Frühlingsfieber, einige Texte in Nachfeier, beide Titel von 1929). Bei gemeinsamen Spaziergängen durch Berlin diente er ihr als Vorwand, um unbemerkt Menschen fotografieren zu können, indem sie ihn an geeigneter Stelle scheinbar mit ihrer Kamera anvisierte, um die eigentlichen Fotomotive zu täuschen bzw. in Sicherheit zu wiegen. In Wirklichkeit fotografierte sie an ihm vorbei, so im Schöneberger Heinrich-von-Kleist-Park oder nach dem Einkauf aus dem KaDeWe heraustretende und an dessen blau uniformiertem Portier mit Schäferhund vorbei flanierende Menschen. Sie suchte Typen: eine Parkbank mit „Weibern“, eine andere mit alten Männern, raufende kleine Jungs, spielende Kinder im Sandkasten, Ballspieler, eine „nuttige Venus“ in den Königskolonnaden, Frauen und Männer mit „Kneifer“, eine alte Toilettenfrau…
Mit Hessel und Hilmar Adolf Otto Maximilian Thankmar von Münchhausen (1894–1976) verband Doris von Schönthan Ende der 1920er Jahre eine Dreiecksbeziehung. Gut befreundet war sie auch mit Ruth Landshoff-Yorck und Walter Benjamin, Walter Hasenclever und Alfred Kantorowicz, von diesen beschrieben als „reizende Frau“, als „groß und schlank, von fragiler Anmut, nervlich gefährdet“ oder als „mager und witzig“ oder als „sehr dünn, zerfahren, ungemein vergeßlich und zerstreut“.
Klaus Mann bezeichnete sie in seinem Tagebuch als „Gefährtin meiner Grenzgänge zwischen Selbsterfahrung und Selbstzerstörung“: „Großer Abend mit Doris. Auf der Suche nach Kokain. Mit Transvestiten Taxi in die City […] Endlich das Zeug. Zu Doris. Genommen.“ Kurzzeitig überlegte er, sie zu heiraten. Sie blieb bis zu seinem Tod in Cannes mit ihm befreundet und unterstützte ihn auch finanziell. Sie brachte ihn am 4. Mai 1949 zur Entgiftung in eine Klinik nach Nizza, nachdem er eine Überdosis Schlaftabletten genommen hatte. Von Schönthan informierte den im Grandhotel in Stockholm weilenden Thomas Mann am 21. Mai 1949 per Telegramm über Klaus’ kritischen Zustand. Am selben Abend informierte sie die Familie Mann und Freunde telefonisch über Klaus Manns Tod.

## Politischer Widerstand
1933 verteilte sie in der Reichshauptstadt zusammen mit Elisabeth Hauptmann und Friedrich Wolf antifaschistische Flugblätter. Politisch Verfolgte wie Rudolf Olden fanden in ihrer Wohnung Unterschlupf. Als sie sich beruflich strikt weigerte, im Sinne der NS-Diktion zu formulieren, wurde es für sie so gefährlich, dass sie nach Frankreich emigrierte. Dadurch lernte sie in Paris den politischen Aktivisten Bruno von Salomon kennen; beide heirateten. Während des Angriffs der Wehrmacht im Mai und Juni 1940 wurden beide zunächst als feindliche Ausländer rund eintausend Kilometer voneinander entfernt interniert, sie in Südfrankreich, konnten ihre Widerstandsarbeit danach jedoch wieder aufnehmen und schlossen sich der Résistance an.

## Rückkehr nach Deutschland
1952 kehrte sie nach Deutschland zurück; das Leben in der Emigration und der durch den Widerstand bedingten Illegalität hatte sie physisch und psychisch zerrüttet. Im selben Jahr starb ihr Ehemann. Sie wurde zwischen 1952 und 1954 in eine Nervenheilanstalt eingeliefert, floh von dort und rief vom Berliner Bahnhof Friedrichstraße aus weinend und wirr redend bei Alfred Kantorowicz an. Vergeblich bemühte sie sich bei den Behörden um eine Wiedergutmachung für ihre Verfolgung in der NS-Zeit. Das Glamourgirl der Weimarer Zeit vereinsamte und glitt zunehmend ab. Sie verelendete, unternahm einen Suizidversuch und wurde schließlich obdachlos. Nachdem sie in einer Berliner Kneipe eine Mahlzeit nicht bezahlen konnte, kam sie wegen Zechprellerei in Untersuchungshaft. Aus dem November 1961 ist ihr vierseitiger Brief an den ab 1933 exilierten deutschen Journalisten und Publizisten Manfred George überliefert, den sie aus gemeinsamer journalistischer Zeit vor 1933 persönlich kannte. Resigniert soll sie erneut nach Frankreich ausgewandert sein, wo sie in Paris an einem Gehirnschlag starb.

## Film
Doris von Schönthan wurde in dem dreiteiligen Fernsehfilm Die Manns – Ein Jahrhundertroman von Heinrich Breloer aus dem Jahr 2001 von der Schauspielerin Naomi Krauss verkörpert.

## Veröffentlichungen (Auswahl)
- Sylvia, das zerstreute Mädchen. In: Sport im Bild. 36. Jahrgang, Nr. 23, 18. November 1930, S. 65–67 (Digitalisat [abgerufen am 22. August 2022]).